# Nancy Adams
Jacqueline Nancy Mary Adams CBE, QSO (Queen's Service Order- Orden del Servicio de la Reina) (19 de mayo de 1926 – 27 de marzo de 2007) fue una botánica, y algóloga neozelandesa. Concurrió al Wellington Girls’ College y a la Universidad Victoria de Wellington, estudiando zoología y botánica. Recibió reconocimiento internacional por sus ilustraciones de algas, muy detalladas y delicadas

## Honores

### Galardones
- 1964: Loder Cup
- Queen's Service Order
- Commemoration Medal[2]

## Algunas publicaciones
- nancy mary Adams. 1969. Haast Pass highway, through Mount Aspiring National Park. Editor Mount Aspiring National Park Board. 1 pp.

### Libros
- nancy mary Adams, nancy Mitchell Adams. 1994. Seaweeds of New Zealand: an illustrated guide. Edición ilustrada de Canterbury University Press, 360 pp. ISBN 0-908812-21-3

- wendy a. Nelson, nancy mary Adams, jeffrey m. Fox. 1992. Marine algae of the northern South Island: a list of species. Número 26 de Miscellaneous series National Museum of New Zealand. Editor National Museum of New Zealand, 79 pp. ISBN 0-908953-03-8

- --------------------, -----------------------. 1984. Marine algae of the Kermadec Islands: a list of species. Número 10 de National Museum of New Zealand miscellaneous series. Editor National Museum of New Zealand, 29 pp.

- a.l. Poole, nancy m. Adams. 1980a. Trees and shrubs of New Zealand. 4ª edición ilustrada de P.D. Hasselberg, Govt. Printer, 256 pp. ISBN 0-477-01061-X

- nancy mary Adams. 1980b. Wild flowers in New Zealand. Editor Reed, 44 pp. ISBN 0-589-01288-6

- alan francis Mark, nancy mary Adams. 1973. New Zealand alpine plants. Edición ilustrada de Reed, 262 pp. ISBN 0-589-00701-7

- graham robin South, nancy mary Adams, nancy mitchell Adams. 1976 The marine algae of the Kaikoura Coast: a list of species. Número 1 de National Museum of New Zealand miscellaneous series. Editor National Museum of New Zealand, 67 pp.

- nancy mary Adams. 1972. The Fiat Book of New Zealand trees. Mobil New Zealand Nature Series. Edición reimpresa de A. H. & A. W. Reed, 83 pp. ISBN 0589000527

- -----------------------. 1966. Family fresco. Editor Cheshire, 205 pp.

- -----------------------. 1965. Mountain flowers of New Zealand. Editor A.H. & A.W. Reed, 32 pp.

- -----------------------. 1961. Saxon sheep: a novel based on the activities of the Templeton and the Forlong families in the early days of Australian settlement. Editor F.W. Cheshire, 247 pp.